# Phlebotomus guggisbergi
Phlebotomus guggisbergi är en tvåvingeart som beskrevs av Kirk och Lewis 1952. Phlebotomus guggisbergi ingår i släktet Phlebotomus och familjen fjärilsmyggor. Inga underarter finns listade i Catalogue of Life.